# Crematogaster aroensis
Crematogaster aroensis är en myrart som beskrevs av Menozzi 1935. Crematogaster aroensis ingår i släktet Crematogaster och familjen myror. Inga underarter finns listade i Catalogue of Life.